# Molophilus hardyi
Molophilus hardyi är en tvåvingeart som beskrevs av Alexander 1973. Molophilus hardyi ingår i släktet Molophilus och familjen småharkrankar. Inga underarter finns listade i Catalogue of Life.